# سیجی اونو
سیجی اونو (انگلیسی: Seiji Ono؛ زادهٔ ۱۸ ژوئن ۱۹۵۶) یک بازیکن تنیس روی میز اهل ژاپن است. 
وی در مسابقات کشوری و بین‌المللی در مجموع برنده ۲ مدال طلا، ۵ مدال برنز شده‌است.